# Laura Walsh
Laura Walsh est une joueuse allemande de volley-ball née le 24 novembre 1990 à Solingen. Elle mesure 1,81 m et joue au poste de centrale. 

## Clubs
| Club                    | De        | À         |
| ----------------------- | --------- | --------- |
| SG Langenfeld           |           | 2002-2003 |
| TSV Bayer 04 Leverkusen | 2003-2004 | 2019-2020 |
| BBSC Berlin             | 2020-2021 | …         |